# NGC 3894
NGC 3894 é uma galáxia elíptica (E4) localizada na direcção da constelação de Ursa Major. Possui uma declinação de +59° 24' 59" e uma ascensão recta de 11 horas, 48 minutos e 50,2 segundos.
A galáxia NGC 3894 foi descoberta em 18 de Março de 1790 por William Herschel.